# Reprezentacja Republiki Zielonego Przylądka w piłce nożnej mężczyzn
Reprezentacja Republiki Zielonego Przylądka w piłce nożnej zwana Tubarões Azuis (Błękitnymi Rekinami) lub Crioulos (Kreolami) jest narodową drużyną Republiki Zielonego Przylądka i jest kontrolowana przez Federację Piłki Nożnej Zielonego Przylądka (Federação Caboverdiana de Futebol). Federacja została założona w 1982, od 1986 jest członkiem FIFA i CAF. Drużyna Republiki Zielonego Przylądka nigdy nie awansowała do finałów Mistrzostw Świata. Drużyna awansowała po raz pierwszy do finałów Pucharu Narodów Afryki 2013.
Obecnie selekcjonerem reprezentacji Republiki Zielonego Przylądka jest Bubista.

## Udział wMistrzostwach Świata
- 1930 – 1974 – Nie brała udziału (była kolonią portugalską)
- 1978 – 1986 – Nie brała udziału (nie była członkiem FIFA)
- 1990 – 1998 – Nie brała udziału
- 2002 – 2022 – Nie zakwalifikowała się

## Udział wPucharze Narodów Afryki
- 1957 – 1974 – Nie brała udziału (była kolonią portugalską)
- 1976 – 1986 – Nie brała udziału (nie była członkiem CAF)
- 1988 – 1992 – Nie brała udziału
- 1994 – Nie zakwalifikowała się
- 1996 – Wycofała się z eliminacji
- 1998 – Nie brała udziału
- 2000 – 2012 – Nie zakwalifikowała się
- 2013 – Ćwierćfinał
- 2015 – Faza grupowa
- 2017-2019 – Nie zakwalifikowała się
- 2021 – 1/8 finału
- 2023 – Ćwierćfinał